# Achse (Verkehrsweg)

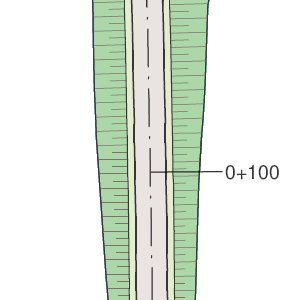
Darstellung einer Straßenachse (Strich-Punkt-Linie) und einer Kilometrierung im Lageplan

Bei Verkehrswegen hat die Achse, je nach Kontext auch Straßenachse oder Bahnachse genannt, den Charakter einer mathematisch definierten Leitlinie für den Verlauf der Strecke. Diese durchgehende Linie ist die Hauptachse. Werden Ränder oder begleitende Bauwerke ebenfalls durch Achsen definiert, bezeichnet man diese Linien als Rand- oder Nebenachsen.
Die Hauptachse bei Verkehrswegen liegt in der Regel in der Mitte des Bauwerkes. Bei einbahnigen Straßen und eingleisigen Eisenbahnstrecken ist dies die Mitte der Fahrbahn oder des Gleises. Bei mehrbahnigen Straßen und mehrgleisigen Bahnstrecken liegt die Achse in der Mitte des Gesamtquerschnittes. Die Bezeichnung „Achse“ wird für die Grundrissdarstellung im Lageplan verwendet und dient dort zur Definition des horizontalen Verlaufes der Strecke. Bei der Darstellung im Aufriss, dem Höhenplan, ist dagegen die Bezeichnung „Gradiente“ üblich, um den Höhenverlauf im Zuge der Strecke zu definieren.

## Merkmale
Die Achse (Lageplan) setzt sich aus den Elementen Gerade, Kreisbogen und Klothoide als Übergangsbögen zusammen. Die Gradiente wird als Polygonzug aus Geraden gebildet, dessen Knotenpunkte als Tangentenschnitte (TS) bezeichnet werden. Die Ausrundungen in den Tangentenschnitten, Kuppen und Wannen, sind quadratische Parabeln, deren Kenngröße „Halbmesser“ der Krümmungsradius im Tangentenschnittpunkt ist.
Achse und Gradiente haben einen identischen Nullpunkt. Ein konkreter Punkt auf der Achse beziehungsweise der Gradiente wird durch die Längenangabe relativ zum Nullpunkt eindeutig dreidimensional in einem kartesischen Koordinatensystem (X/Y/Z) bestimmt. Die Koordinaten X und Y werden durch die Achsberechnung bestimmt, die Z-Koordinaten durch die Gradientenberechnung. Der Abstand vom Nullpunkt ist die horizontal gemessene Abwicklungslänge der Strecke und wird als Stationierung, Kilometrierung oder Hektometrierung bezeichnet. Ein Punkt im Abstand von 1534 m vom Nullpunkt hat beispielsweise folgende Stationsbezeichnung:
| {\displaystyle 1+534,00\quad } | bei Kilometrierung  |
| {\displaystyle 15+34,00\quad } | bei Hektometrierung |

Punkte, die seitlich der Achse liegen, werden senkrecht auf die Achse abgebildet und durch die Station des Lotfußpunktes und den Querabstand D zur Achse bestimmt. Bei negativem Querabstand liegt der Punkt in Stationierungsrichtung links der Achse, bei einem positiven Abstand dagegen rechts. Die Höhe wird oft als Höhendifferenz relativ zur Höhe des Lotfußpunktes bestimmt. Zur Darstellung des Bauwerkes in seiner gesamten Breite, zum Beispiel im Querneigungsband (Fahrbahnränder im Straßenbau) oder Überhöhungsband (Schienenhöhe im Eisenbahnbau), bildet der Abstand zum Nullpunkt – die Stationierung – somit die horizontale Darstellungsachse X, in der vertikalen Richtung Y werden die relativen Höhenunterschiede zur Höhe des Achspunktes dargestellt.

## Die Achse als Bezugslinie

Beispielhafter Detailplan einer Gabionenwand am Fahrbahnrand

Bei der Planung eines Verkehrsbauwerkes arbeiten Fachingenieure aus mehreren Disziplinen, zum Beispiel Bauingenieure, Vermessungsingenieure, Landschafts- und Tragwerksplaner, eng zusammen, was eine ständige Abstimmung in allen Planungs- und Bauphasen erfordert. Eine einfache und eindeutige Zuordnung jedes Bauteils einer Gesamtmaßnahme wird durch diese in der Praxis bewährte Art der räumlichen Definition des Bauwerkes wirksam unterstützt, weil es damit möglich ist, die einzelnen Fachplanungen in einen gegenseitigen Bezug zu bringen.
Für Ingenieurbauwerke seitlich der Achse wie z. B. Stützmauern ist bei der Ausführungsplanung der ausschließliche Bezug auf die Hauptachse allerdings nicht unbedingt zu empfehlen, wenn das Bauwerk in Kurven liegt. Durch die Krümmung der Achse ergeben sich Längenverzerrungen seitlich der Achse, die beim Einsatz von Fertigteilen oder beim Schalungsbau zu Fehlern führen können, wenn sie nicht berücksichtigt werden. Hier wird auf eine gesonderte Bauwerksachse ausgewichen, die so gelegt wird, dass die wahre Länge mit der Abwicklungslänge auf dieser Achse innerhalb der Bautoleranz übereinstimmt. Durch die doppelte Festlegung und Darstellung einiger wesentlicher Punkte auf beiden Achsen ist es jedoch möglich, die Anbindung an die Hauptachse an beliebigen Stellen zu jeder Zeit wiederherzustellen. Dies erleichtert auch die Herstellung von handlichen, übersichtlichen Detailplänen mit hoher Informationstiefe. Der Grundlageplan wird dadurch entlastet und somit übersichtlicher, weil die Ingenieurbauwerke dort nur als graphische Information ohne Details dargestellt werden müssen, was zu einer ausreichenden Verklammerung beider Pläne völlig genügt. Die planerische Darstellung des Bauwerkes durch einen Grundplan, der mit vielen Detailplänen flankiert wird, ist heute Standard. Die Hauptachse verliert dadurch keineswegs an Bedeutung, denn ihre Funktion zur Bemessung des Bauwerkes und als grundlegende Linie zur eindeutigen Lokalisierung einzelner Bauteile im Planungsabschnitt bleibt davon unberührt. Erleichtert wird dagegen eine kurzfristige Optimierung und Anpassung der Bauteile mit relativ geringem Aufwand. Voraussetzung dafür ist jedoch eine gute zentrale Koordination und Überwachung der Aktualität aller Unterlagen bei der Zusammenstellung von Zeichnungen für die Bauausführung.
Anlagenummer, Umfang, Inhalt und Darstellung durch Lage- und Höhenpläne, Regelquerschnitte, Detailpläne usw. sind in den Richtlinien für die Gestaltung von einheitlichen Entwurfsunterlagen im Straßenbau - RE des Bundesministeriums für Verkehr geregelt und durch Musterpläne erläutert. Dies erleichtert das Arbeiten mit den Plänen und gibt Hinweise, welche Daten einzutragen und welche Zeichenmuster für eine allgemeine Lesbarkeit der Pläne zu verwenden sind. Damit sind Missverständnisse bei der Interpretation der Unterlagen weitgehend ausgeschlossen.

## Definition der Achshauptpunkte

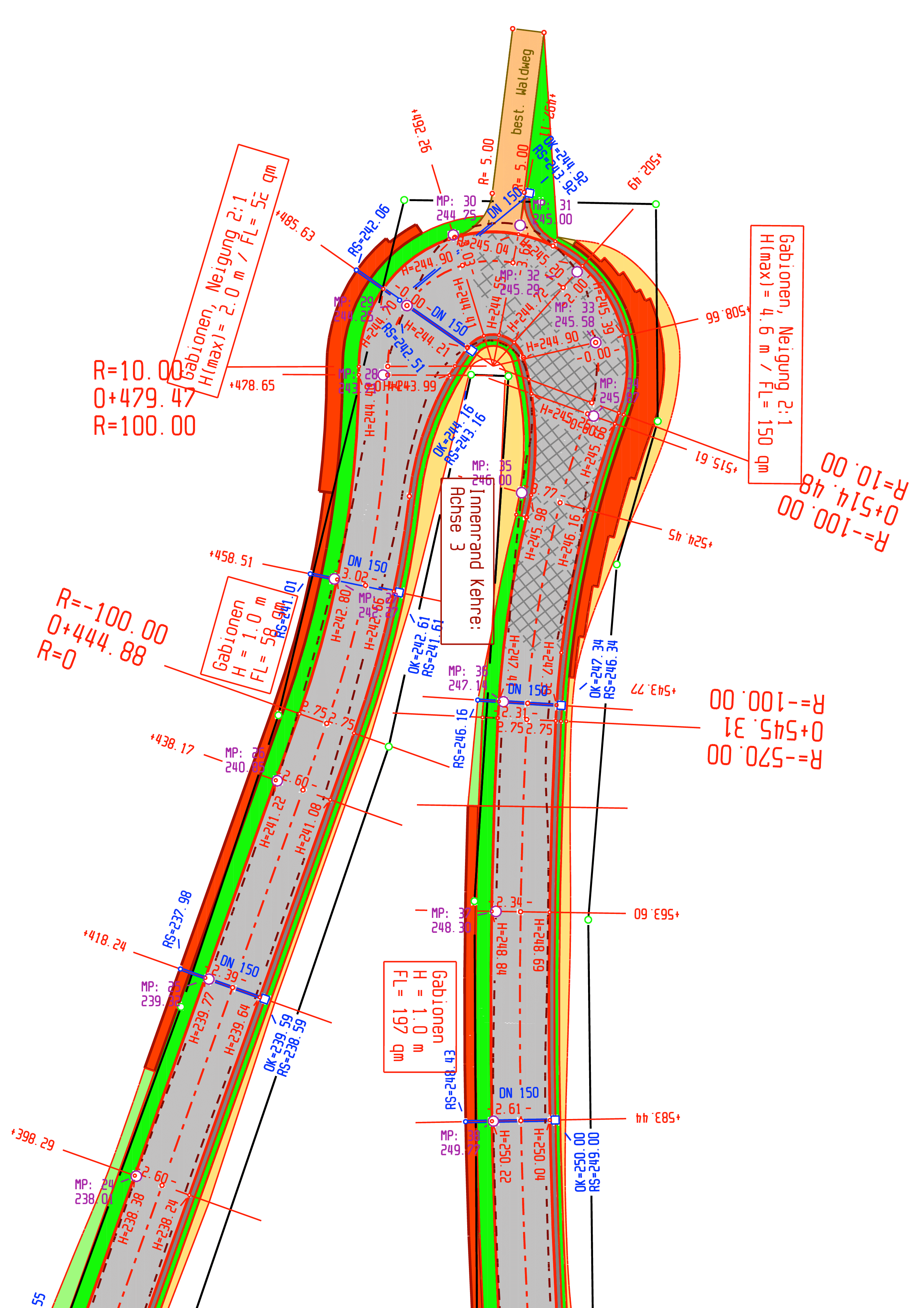
Beispielhafter Lageplan einer Straßenachse

Die Achse eines Verkehrsweges ist ein Linienobjekt, das sich aus mehreren Einzelelementen, in der Regel Geraden, Kreisbögen und Klothoiden, zusammensetzt. Somit gilt auch für eine Achse in diesem Fall die Definition eines zusammenhängenden Linienobjektes:
- Die Linie hat einen Anfangs- und Endpunkt. Beschreibt die Linie den Umfang einer Fläche, so ist der Anfangs- und Endpunkt identisch.
- Die Anzahl der Linienelemente ist theoretisch beliebig groß, sie wird jedoch aus praktischen Gründen auf eine maximale Anzahl begrenzt, die im Rahmen einer handlichen Bearbeitung liegt. Üblich ist zum Beispiel ein Grenzwert von 1024 Elementen.
- Die Stoßpunkte der Linienelemente sind die Knotenpunkte der Linie und müssen in Koordinaten (X/Y/optional Z) vorliegen.
- Ergänzend zu diesen Knotenpunkten müssen die Elemente durch zusätzliche Angaben so beschrieben werden, dass sich jeder beliebige Zwischenpunkt auf dem Element berechnen lässt. Dies entfällt nur bei einer Geraden. Ein Kreisbogen benötigt die Vorgabe des Radius, der Krümmungsverlauf wird mit –R für Linksbögen und +R für Rechtsbögen definiert. Ein Klothoidenabschnitt benötigt die Vorgabe des Parameters A, der Krümmungsverlauf wird hier ebenfalls durch das Vorzeichen bestimmt. Zusätzlich muss der Anfangs- und Endradius vorgegeben werden, damit eine eindeutige Beschreibung des Abschnittes vorliegt.

Die Liniendefinition wird bei Achsen um die Station, die addierte Länge aller Elemente bis zum jeweiligen Knotenpunkt, erweitert, die bei diesem Knotenpunkt mitgespeichert wird. - Übernimmt man diese Erweiterung auch in den allgemeinen Liniendatensatz, kann man grundsätzlich auf allen Linienobjekten mit Achsberechnungsprogrammen arbeiten, die erheblich mehr Komfort und Flexibilität bei der Berechnung bieten.
Bei der Hauptachse eines Verkehrsweges besteht die Bedingung, dass die Elementstoßpunkte keine Winkelsprünge, sondern eine gemeinsame Tangente aufweisen. Wird die gesamte Hauptachse fahrdynamisch trassiert und grundsätzlich der Übergang von Geraden auf Kreisbögen oder zwischen zwei Kreisbögen mit Klothoiden als Übergangselemente berechnet, gibt es in den Elementstoßpunkten auch keine Radiensprünge. Grundsätzlich sind Winkel- und Radiensprünge natürlich auch bei Achsberechnungen zulässig, nur eben nicht bei einem fahrdynamischen Ansatz für Verkehrswege. Eine Randsteinlinie mit Ausbuchtungen für Parkplätze unterliegt nicht dieser Forderung und kann trotzdem als Achse festgelegt werden.
Diese Grunddaten einer Achse, abgelegt in den Knotenpunkten, welche die Elementwechsel des Linienobjektes in der Reihenfolge mit aufsteigender Station definieren, bezeichnet man als Achshauptpunkte. Analog wird bei der Gradiente verfahren und den Listen mit den Breiten- und Querneigungswechseln im Zuge der Trasse. Zwischenpunkte innerhalb der Achselemente werden mit Hilfe dieser Grunddaten berechnet und als abhängige Punkte Achskleinpunkte genannt.

## Einflüsse der EDV auf Planung und Bauausführung ab 1970
Kennzeichnend für die Epoche vor 1980 war eine weitgehend zeichnerische Konstruktion der Achse in der Vorentwurfs- und Entwurfsphase auf dem Reißbrett ohne detaillierte Berechnungen. Speziell dafür gab es Kurven- und Klothoidenlineale und Spezialtabellen in Klothoidentafelwerken zum Einfügen zwischen andere Achselemente. Erst der mit der Umsetzung beauftragte Vermessungsingenieur rechnete diese Daten während der Ausführungsplanung in das globale Bezugssystem um und stellte die Absteckungspläne für die Baustelle her. Wegen der aufwendigen und zeitraubenden Berechnungsarbeit, die der Vermessungsingenieur zu leisten hatte, setzte sich jedoch in diesem Bereich der Rechnereinsatz mit Spezialprogrammen schon ab circa 1970 durch, also noch vor Beginn der modernen, dezentralen PC-Ära. Zum Einsatz kamen dabei Anlagen der mittleren Datentechnik in Rechenzentren oder bei großen Büros der eigene Zentralrechner, gesteuert über Lochkarten oder Lochstreifen, die in dieser Zeit jedoch relativ schnell durch Bildschirmterminals, die mit dem Rechner direkt kommunizierten, abgelöst wurden. Die ausgedruckten Datenlisten bildeten die Grundlage zur Kartierung der Achspunkte und zeichnerischen Ausarbeitung der Planung auf transparentem Papier oder Zeichenfolie mit schwarzer, gut deckender Tusche. Diese Pläne wurden durch Lichtpausen vervielfältigt und – falls notwendig – von Hand koloriert.
Viele Fachplaner legten früher ihre Planungsbeiträge durch Angaben rechtwinklig und parallel relativ zur vorgegebenen Achse fest. Der Rechenaufwand wurde dadurch auf das notwendige Minimum reduziert, für viele dieser Berechnungen genügte der Rechenschieber. In der heutigen Zeit mit automatischer Berechnung durch CAD-Programme sind Näherungsverfahren mit geringem Rechenaufwand natürlich nicht mehr wichtig; sie sind bei kleinen, unvorhersehbaren Änderungen und Anpassungen direkt auf der Baustelle jedoch gelegentlich noch als „Notnagel“ hilfreich.
Vermessungsingenieure, die mit den Absteckungsarbeiten betraut waren, wichen ebenfalls auf Hilfslinien aus, die weniger Rechenaufwand mit Winkelfunktionen erforderten. Bei einer Achse wurden z. B. die Tangenten der Achselemente mit ihrem Schnittpunkt berechnet und vor Ort als Polygonzug abgesteckt und vermarkt. Aufbauend auf diesem Polygonzug konnte die Verdichtung der Achspunkte für die Bauausführung mit einfachen Mitteln orthogonal zu den Tangenten berechnet werden, wofür häufig auch Rechenschieber und Parabeln genügten. Vermessungstechniker und ein bis zwei Helfer übertrugen dann von diesen Tangenten aus mit Fluchtstäben, Winkelprisma und Maßband die Achspunkte in einem zweiten Schritt in das Gelände. Abschließend wurden die Höhen der Achspflöcke durch ein Nivellement bestimmt und die Differenzen zur geplanten Sollhöhe berechnet. Eine Absteckung nach dieser Methode mit einfachen Geräten war zeitintensiv und musste mit genügend Vorlauf in den Bauablauf eingeplant werden. Mit der Übergabe der Achsabsteckung an das ausführende Bauunternehmen ging auch die nachfolgende Sicherung der Absteckung und Einmessung der Ränder in die Verantwortung der Firma über. Aus den Regelquerschnitten und Querprofilzeichnungen der Planungsunterlagen konnten Bauleiter und Poliere die relativen Abstände und Höhendifferenzen anderer Bauwerkslinien zur Achse entnehmen und vom Achspflock aus ins Gelände übertragen.
Bis Anfang der 1980er Jahre wurden Knotenpunkte und unabhängig trassierte Fahrbahnränder häufig nur zeichnerisch konstruiert. Auf der Baustelle wurden die Maße aus dem Plan abgenommen, mit einfachen Vermessungsgeräten grob abgesteckt und danach noch mittels „Durchfluchten“ und kleinen, freihändigen Korrekturen auf eine gefällige Form gebracht. Hatte ein Bauleiter ein sicheres Gespür für konstruktive Zusammenhänge und einige Erfahrung mit dieser Methode, waren die Ergebnisse sogar erstaunlich gut. Der Zeitaufwand war jedoch hoch und erforderte zusätzlich mindestens zwei Hilfskräfte.
Seit etwa 1980 wird jedoch fast ausschließlich mit elektronischen Tachymeterinstrumenten vermessen und über Richtung und Strecke (Polarkoordinaten) abgesteckt. In diesen Instrumenten sind elektronische Rechner mit hoher Speicherkapazität und speziellen Programmen integriert. Die Grunddaten werden dazu im Büro durch Datenübertragung ins Gerät übernommen, oder das Gerät wird von einem mobilen Rechner aus direkt beim Einsatz automatisch gesteuert. Hierfür reichen die Grunddaten der Haupt- und Nebenachsen einer Achse aus, um jeden beliebigen Punkt einschließlich eventuell erforderlicher konstanter Parallelverschiebungen sofort zur Absteckung umzurechnen. Dadurch entfällt die Anfertigung von Absteckungsplänen und Datenlisten auf Papier. Dieses Verfahren ist sehr flexibel, denn die Dichte der Punktfolge kann direkt vor Ort an den jeweiligen Bedarf angepasst werden. Die hohen Kosten der Vermessungsausrüstung amortisieren sich schnell, denn der Zeit- und Personalaufwand ist viel geringer als bei einfachen Verfahren.

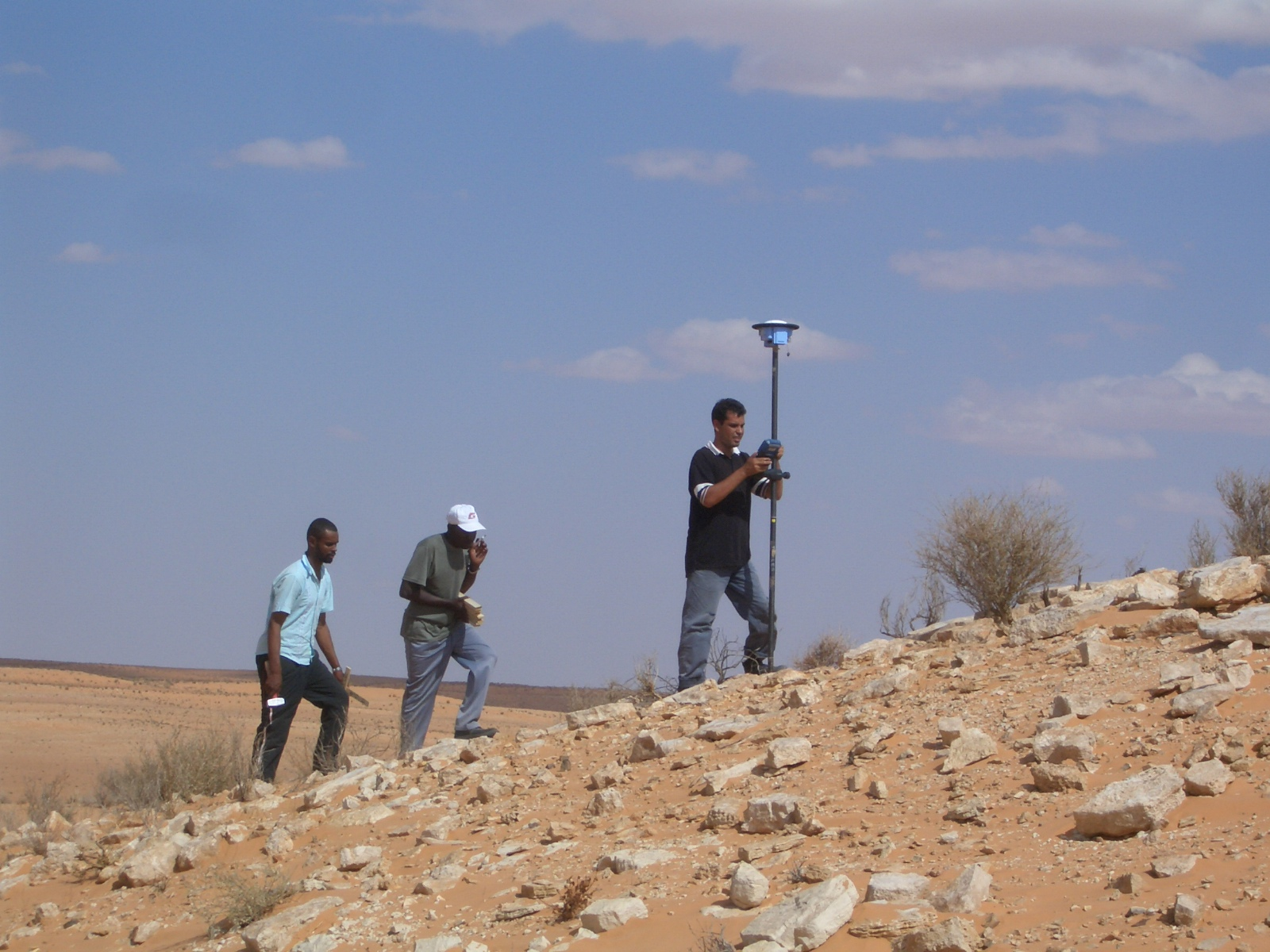
Absteckung einer Achse mittels GPS-Empfänger

Planierraupen, Grader, Deckenfertiger und Vortriebsmaschinen können heute auch schon über GPS-Empfänger oder vollautomatische elektronische Tachymeterinstrumente mit selbständiger Nachführung und zusätzlichen Sensoren am Schild, der Einbaubohle oder dem Fräskopf direkt gesteuert werden, wenn sie dafür ausgelegt sind und über einen Steuerrechner verfügen, der diese Basisinformationen zur Ist-Position zusammenfasst, die zugehörige Soll-Position aus den gespeicherten Grunddaten der Achse ermittelt und die Korrekturen über einen Soll-Ist-Vergleich in Echtzeit ausführt. Es ist nur eine Frage der Zeit und weiter sinkender Hard- und Softwarekosten, bis solche Steuerungssysteme zur Grundausrüstung gehören.
Auf Grund der sprunghaften Entwicklung von Computer- und Geräteleistung als integrierte Systeme setzen heutige Planungen neben der Hauptachse als Bezugs- und Ordnungssystem auf eine Vielzahl von weiteren Nebenachsen, die konkrete Daten für Inseln, Randlinien innerhalb von Knotenpunkten und Fahrbahnaufweitungen liefern. Sie lassen sich rechnerisch in beliebiger Dichte mit der Hauptachse in Bezug bringen und liefern dann die Werte für Fahrbahnbreiten und Querneigung im System der Hauptachse. Diese Berechnungen erfolgen nach Vorgabe einiger weniger Steuerdaten automatisch durch entsprechende Programme. Langwierige, umständliche manuelle Berechnungen sind nicht mehr nötig. Wenn Hauptachse und Nebenachsen in einem einheitlichen, globalen Koordinatensystem berechnet sind, lässt sich der Zusammenhang zwischen ihnen jederzeit herstellen. Deshalb wird als erster Schritt im Planungsablauf das globale Bezugssystem für alle Beteiligten verbindlich festgelegt.

## Die Achse als Bemessungsgrundlage eines Verkehrsweges
Hier sind grundsätzlich drei unterschiedliche Ausgangssituationen zu unterscheiden:
| Mindestradien und Mindestlängen der Kreisbögen |           |           |
| VE [km/h]                                      | min R [m] | min L [m] |
| 60                                             | 120       | 35        |
| 80                                             | 250       | 45        |
| 100                                            | 450       | 55        |

- Erneuerung einer vorhandenen Straße oder Bahnlinie als Unterhaltungsmaßnahme. Hier wird die alte Achse beibehalten und nur die durch Verschleiß und Setzungen verursachten Unstetigkeiten und Mängel beseitigt. Hier ist kein Planungsverfahren notwendig, da die bereits genehmigte Trasse nicht verändert, sondern nur saniert wird, wobei auch geringfügige Änderungen zulässig und üblich sind.
- Neubau einer Strecke im Bereich der durch die Voruntersuchungen ausgewählten Trassenvariante. Hier müssen die Planer eine Achse definieren, die in den vorgegebenen Korridor passt und innerhalb der Vorgaben der technischen Richtlinien liegt, die, abhängig von der Bedeutung der Strecke, vom Baulastträger als Bemessungsgrundlage vorgegeben werden. Die Maßnahme durchläuft im Zuge der Planung die vorgeschriebenen Prüfungs-, Anhörungs-, Genehmigungs- und Abstimmungsverfahren mit Landschaftsplanern, Naturschutz, anhörungspflichtigen Behörden, Interessenverbänden usw. (siehe Landschaftspflegerischer Begleitplan).

| Klothoidenmindestparameter |           |
| VE [km/h]                  | min A [m] |
| 60                         | 40        |
| 80                         | 80        |
| 100                        | 150       |

- Ausbau einer vorhandenen Strecke mit Verbesserung der Linienführung in Lage und Höhe. Ziel dieser Maßnahme ist es, die Leistungsfähigkeit der Strecke im Rahmen der vorhandenen Trasse und ihren Randbereichen zu verbessern. Dies führt zu Abschnitten mit Vollausbau und Abweichungen vom vorhandenen Bestand und zu Abschnitten mit Teilausbau der vorhandenen Strecke auf einer neu zu bestimmenden Achse. Auch in diesem Fall wird die Planung wegen der Vollausbauabschnitte dem mehrstufigen Prüfungs-, Anhörungs- und Genehmigungsprogramm wie beim Neubau unterworfen.

| Höchstlängsneigungen (Straßenkategorie A) |            |
| VE [km/h]                                 | max. s [%] |
| 60                                        | 8,0        |
| 80                                        | 6,0        |
| 100                                       | 4,5        |

Die Bemessungswerte für eine Straße werden nach der vorgegebenen Entwurfsgeschwindigkeit VE bei der Achsberechnung berücksichtigt. Dies ist eine Geschwindigkeit, die bei nasser aber sauberer Fahrbahn mit einem Belag durchschnittlicher Rauhigkeit ein sicheres Befahren der Strecke auch im Falle der nachfolgend aufgeführten Mindestwerte ermöglicht. Die Entwurfsgeschwindigkeit richtet sich nach der Bedeutung einer Verkehrsverbindung im Netz sowie der Wirtschaftlichkeit und ist für Fernverbindungen höher als für Straßen, die nur dem regionalen Verkehr dienen. Bei der Querschnittsbemessung wird dies auch berücksichtigt, wobei hier allerdings auch das tägliche Verkehrsaufkommen sehr entscheidenden Einfluss nimmt.
| Kuppenmindesthalbmesser (bei ausreichender Haltesichtweite) |             |
| VE [km/h]                                                   | min. HK [m] |
| 60                                                          | 2400        |
| 80                                                          | 4400        |
| 100                                                         | 8300        |

Streng mathematisch gesehen ist die Achse bei Verkehrswegen nur eine Hilfslinie zur Bemessung und zur Umsetzung bei der Bauausführung. Ihre jeweilige Definition drückt sich jedoch sehr deutlich im Charakter der Strecke aus und prägt das Bild der räumlichen Linienführung nachhaltig. Nebenstehend sind einige wichtige Bemessungswerte für die Entwurfsgeschwindigkeiten VE=60 km/h bis VE=100 km/h zusammengestellt. Diese Werte gelten für die Hauptachse der Straße, die aus diesem Grund in der Mitte des Bauwerkes liegt und damit den mittleren Wert darstellt.
Die Querneigung zur Entwässerung der Fahrbahn ist im Regelfall 2,5 % und steigt zur ausreichenden Einleitung der Querkräfte bei Kurvenfahrten in die Fahrbahn auf maximal 7,5 %. Die Mindestradien und Mindestparameter von Klothoiden bei der Bemessung nach der Entwurfsgeschwindigkeit VE sind auf diesen Wert abgestimmt.
Entwurfsmethodik und Trassierungsparameter sind in den Richtlinien für die Anlage von Straßen – Teil: Linienführung (RAS-L) des Bundesministeriums für Verkehr dargestellt und festgelegt.
| Wannenmindesthalbmesser |             |
| VE [km/h]               | min. HW [m] |
| 60                      | 750         |
| 80                      | 1300        |
| 100                     | 3800        |

## Auswirkungen der Bemessung auf die Achsfestlegung
Ein Vergleich der Tabellenwerte zeigt, dass dies auf die Variabilität bei der Anpassung ins vorhandene Gelände der Trasse entscheidenden Einfluss nimmt. Eine hohe Entwurfsgeschwindigkeit bei schwierigem Gelände bedingt weit höhere und breitere Eingriffe in die Landschaft als bei niedrigen Entwurfsgeschwindigkeiten. Auch das Planungsverfahren wird davon beeinflusst, denn hoher Landschaftsverbrauch zieht längere Planungs- und Genehmigungsverfahren nach sich, da mehr Betroffene vorhanden sind, was schwierige Grunderwerbsverfahren nötig macht und die Ausgleichsmaßnahmen für diesen Eingriff teilweise weiträumig angeordnet und geplant werden müssen (siehe Landschaftspflegerischer Begleitplan). Das Gleiche gilt für die Baukosten der Maßnahme, die mit steigender Entwurfsgeschwindigkeit und Querschnittsbreite überproportional zunehmen.
Für den Bau von Bahnstrecken gilt dies in gleichem Maße. Hier hat man jedoch Vergleichsmöglichkeiten über gut 150 Jahre, wie sich die Planungen und damit die Trassierung und Achsdefinition im Laufe der Zeit mit den bautechnischen Möglichkeiten der jeweiligen Zeit veränderten. Auffallend ist zum Beispiel, wie sich Gebirgsbahnen des 19. Jahrhunderts mit relativ kleinen Korrekturen an die schwierige Topographie anlehnten und jede Möglichkeit nutzten, Höhe über Verlängerung der Strecke durch große Schleifen in Seitentäler zu gewinnen, um die Maximalsteigung im Bereich von circa 2,5 % zu halten. Fahrzeit und Durchschnittsgeschwindigkeit spielten nur eine sekundäre Rolle, die Überwindung des Gebirgszuges überhaupt stand eindeutig im Vordergrund. Eine fast doppelte Streckenlänge gegenüber der Luftlinie bei nur 25 bis 30 km/h Geschwindigkeit auf der kurvigen Trasse waren gegenüber einem Verkehr mit Pferdefuhrwerken ein riesiger Fortschritt, der trotzdem enormen Zeitgewinn und Transportkapazitätszuwachs bei hoher Zuverlässigkeit brachte.
Große Brücken- und Tunnelbauwerke waren bei den gegebenen Verhältnissen ohne maschinelle Unterstützung sehr schwierig und kostspielig in der Ausführung. Weil das verbaute Material weitgehend vor Ort gewonnen werden musste, war eine Anpassung an das lokale Umfeld notwendig. Auch die Leistung der damaligen Dampflokomotiven schränkte die Entwurfsfreiheit ein. So entstanden Ingenieurbauwerke, die noch heute angesichts dieser begrenzten Möglichkeiten höchste Anerkennung als Pionierleistungen verdienen. (Beispiele: Semmeringbahn, Brennerbahn, Gotthardbahn)
Solche Anpassungszwänge sind heute nicht mehr gegeben, wie der Bau des Gotthard-Basistunnels zeigt. Das heißt jedoch nicht, dass es keine Anpassungszwänge gibt; diese haben sich jedoch grundlegend verlagert. Die hohe Siedlungsdichte sowie Landschafts- und Umweltschutz verlangen nach Lösungen, die mit Augenmaß bei den Vorgaben und guter Abstimmung mit allen Betroffenen im Vorfeld der Detailplanung eine hohe Akzeptanz erwarten lassen. Die Achse eines Verkehrsweges lässt sich als Arbeitsgrundlage ganz flexibel an die jeweiligen Forderungen anpassen, sowohl in der fortschrittsgläubigen und technikbegeisterten Zeit des 19. Jahrhunderts, als nur die Kosten und bautechnische Durchführbarkeit zählten, als auch in der heutigen Zeit, wo es gilt, die technischen Möglichkeiten mit den Bedürfnissen der Anwohner und der Verkehrsteilnehmer sowie dem Landschaft- und Umweltschutz in Einklang zu bringen. Der Zwang, ein Bauvorhaben mit vertretbaren Kosten zu realisieren, ist nach wie vor gegeben, die Berücksichtigung und Gewichtung anderer Einflussfaktoren hat heute jedoch eine viel größere Bedeutung als die reine Durchführbarkeit.
Als mathematisches Modell einer aus Einzelelementen zusammengesetzten Linie ist die Achse so universell und wertfrei verwendbar, wie das ihr zu Grunde liegende Koordinatensystem.

## Normen und Standards
- Forschungsgesellschaft für Straßen- und Verkehrswesen: Richtlinien für die Anlage von Straßen – Teil: Linienführung, Ausgabe 1995. FGSV-Verlag, Köln
- Forschungsgesellschaft für Straßen- und Verkehrswesen: Richtlinien für die Anlage von Straßen – Teil: Querschnitt, Ausgabe 1996. FGSV-Verlag, Köln